# TSV 1860 Rosenheim
El TSV 1860 Rosenheim es un equipo de fútbol de Alemania que juega en la Bayernliga, la quinta liga de fútbol más importante del país.

## Historia
Fue fundado el 20 de octubre de 1860 en la ciudad de Rosenheim originalmente como un equipo de gimnasia y el cuerpo de bomberos de la comunidad llamada Freiwillige Turnerfeuerwehr Rosenheim por jóvenes gimnastas de la academia Weinwirt Fortner. También cuneta con secciones en triatlón y baloncesto. En 1870 contaban con 35 miembros, de los cuales 24 participaron en la Guerra Franco-prusiana, donde 4 de ellos murieron.
En 1873 ambas secciones se separaron y la sección de gimnasia pasó a llamarse Turnverein Rosenheim, mientras que el TV Rosenheim ya contaba con 200 miembros en el año 1900.
Durante la Primera Guerra Mundial algunos miembros del equipo sirvieron en el campo de batalla, de los cuales 40 no regresaron y formaron la sección de fútbol en 1919, teniendo como primer presidente a Georg Bayer, así como otras secciones como atletismo y natación.
En 1924 la Federación Alemana de Gimnasia ordenó que las secciones de gimnasia y fútbol se separaran, declarándose estos últimos independientes y renombreados como Spiel und Sportvereinigung Rosenheim, aunque retornaron a la institución en 1933.
En la Segunda Guerra Mundial se reclutó a varios de sus integrantes, de 170 no retornaron 60 y en 1944 sufrieron una huelga que provocó la destrucción de la sede y el estadio y otra en 1945 destruyó las instalaciones de tenis.
Luego de la ocupación de las Fuerzas Aliadas al finalizar la Segunda Guerra Mundial, la cual desapareció a todas las instituciones deportivas de Alemania incluyendo al TV Rosenheim, pero en 1945 retornó el equipo con el nombre ASV Rosenheim, el cual reinició su reconstrucción un año después bajo la dirección de August Rothmann y Hannes Heinritzi. Con la liberación de las leyes impuestas por las fuerzas aliadas, retornaron a su nombre original TSV 1860 Rosenheim en 1950.
En 1960 crearon su sección de baloncesto y las instalaciones para practicar deportes a cielo abierto y celebrando su aniversario ascendieron a la Amateurliga Bayern (III), la liga más importante de la región, en la cual solamente estuvieron 1 año, pasando la mayor parte del tiempo en la Landesliga, donde tiene el primer lugar histórico de la Landesliga Süd con 400 puntos.
En el año 2011/12 lograron su mayor éxito al ganar la Bayernliga y lograr el ascenso a la Regionalliga.

## Palmarés
- Bayernliga: 1

2012
- Landesliga Bayern-Süd: 4 (IV-VI)

1976, 1995, 1997, 2009
- 2nd Amateurliga Oberbayern A: 2 (IV)

1960, 1963
- Bezirksliga Oberbayern-Ost: 1 (V)

1972
- Copa de Bavaria: 2

1999, 2013

## Temporadas recientes
Estas son las temporadas del club desde 1963:
| Temporada | Liga                       | División | Posición |
| 1963–64   | Landesliga Bayern-Süd      | IV       | 4º       |
| 1964–65   | Landesliga Bayern-Süd      | IV       | 3º       |
| 1965–66   | Landesliga Bayern-Süd      | IV       | 2º       |
| 1966–67   | Landesliga Bayern-Süd      | IV       | 10º      |
| 1967–68   | Landesliga Bayern-Süd      | IV       | 11º      |
| 1968–69   | Landesliga Bayern-Süd      | IV       | 11º      |
| 1969–70   | Landesliga Bayern-Süd      | IV       | 14º ↓    |
| 1970–71   | Bezirksliga Oberbayern-Ost | V        | 6º       |
| 1971–72   | Bezirksliga Oberbayern-Ost | V        | 1º ↑     |
| 1972–73   | Landesliga Bayern-Süd      | IV       | 8º       |
| 1973–74   | Landesliga Bayern-Süd      | IV       | 7º       |
| 1974–75   | Landesliga Bayern-Süd      | IV       | 13º      |
| 1975–76   | Landesliga Bayern-Süd      | IV       | 1º ↑     |
| 1976–77   | Bayernliga                 | III      | 11º      |
| 1977–78   | Bayernliga                 | III      | 12º      |
| 1978–79   | Bayernliga                 | III      | 10º      |
| 1979–80   | Bayernliga                 | III      | 13º      |
| 1980–81   | Bayernliga                 | III      | 14º      |
| 1981–82   | Bayernliga                 | III      | 16º ↓    |
| 1982–83   | Landesliga Bayern-Süd      | IV       | 7º       |
| 1983–84   | Landesliga Bayern-Süd      | IV       | 4º       |
| 1984–85   | Landesliga Bayern-Süd      | IV       | 3º       |

| Temporada | Liga                  | División | Posición |
| 1985–86   | Landesliga Bayern-Süd | 13º      |          |
| 1986–87   | Landesliga Bayern-Süd | 11º      |          |
| 1987–88   | Landesliga Bayern-Süd | 10º      |          |
| 1988–89   | Landesliga Bayern-Süd | 13º      |          |
| 1989–90   | Landesliga Bayern-Süd | 7º       |          |
| 1990–91   | Landesliga Bayern-Süd | 14º      |          |
| 1991–92   | Landesliga Bayern-Süd | 7º       |          |
| 1992–93   | Landesliga Bayern-Süd | 8º       |          |
| 1993–94   | Landesliga Bayern-Süd | 5º       |          |
| 1994–95   | Landesliga Bayern-Süd | 1º ↑     |          |
| 1995–96   | Bayernliga            | III      | 16º ↓    |
| 1996–97   | Landesliga Bayern-Süd | IV       | 1º ↑     |
| 1997–98   | Bayernliga            | III      | 17º ↓    |

| Temporada | Liga                  | División | Posición |
| 1998–99   | Landesliga Bayern-Süd | IV       | 7º       |
| 1999–2000 | Landesliga Bayern-Süd | IV       | 12º      |
| 2000–01   | Landesliga Bayern-Süd | IV       | 12º      |
| 2001–02   | Landesliga Bayern-Süd | IV       | 6º       |
| 2002–03   | Landesliga Bayern-Süd | IV       | 11º      |
| 2003–04   | Landesliga Bayern-Süd | IV       | 13º      |
| 2004–05   | Landesliga Bayern-Süd | IV       | 5º       |
| 2005–06   | Landesliga Bayern-Süd | IV       | 3º       |
| 2006–07   | Landesliga Bayern-Süd | IV       | 11º      |
| 2007–08   | Landesliga Bayern-Süd | IV       | 8º       |
| 2008–09   | Landesliga Bayern-Süd | VI       | 1º ↑     |
| 2009–10   | Bayernliga            | V        | 12º      |
| 2010–11   | Bayernliga            | V        | 3º       |
| 2011–12   | Bayernliga            | V        | 1º ↑     |
| 2012–13   | Regionalliga Bayern   | IV       | 7º       |
| 2013–14   | Regionalliga Bayern   | IV       | 15º ↓    |

- Con la introducción de las Bezirksoberligas en 1988 como el nuevo quinto nivel detrás de las Landesligas, todas las ligas bajaron un nivel. Con la introducción de las Regionalligas en 1994 y la 3. Liga en 2008 como el nuevo tercer nivel por detrás de la 2. Bundesliga, todas las ligas bajaron un nivel. Con la creación de la Regionalliga Bayern como el nuevo cuarto nivel en Baviera en 2012, la Bayernliga fue dividida en división norte y sur, las Landesligas pasaron de ser 3 a 5 y las Bezirksoberligas desaparecieron. todas las ligas ubicadas por debajo de las Bezirksligas subieron un nivel.

## Participación en la Copa de Alemania
| Temporada | Ronda | Fecha                | Local              | Visita       | Marcador | Asistencia |
| 1999–2000 | 2     | 8 de agosto de 1999  | TSV 1860 Rosenheim | FC St. Pauli | 1–2      | 4,000      |
| 2013–14   | 1     | 2 de agosto del 2013 | TSV 1860 Rosenheim | VfR Aalen    | 0-2      | 2.000      |

Fuente:

## Entrenadores
- Roland Hattenberger (1989-1991)
- Bernd Weiß (2004-2006)
- Manfred Burtghartswieser (2007-2010)
- Wolfgang Schellenberg (2010)
- Andreas Schunko (2010)
- Matthias Pongratz (2011)
- Marco Schmidt (2011-2012)
- Dirk Teschke (2012-2013)
- Patrik Peltram (2013)
- Thomas Siegmund (2013-)